# Callidora surata
Callidora surata är en stekelart som beskrevs av Tigner 1969. Callidora surata ingår i släktet Callidora och familjen brokparasitsteklar. Inga underarter finns listade.